# Hericium
Genre
Hericium est un genre de champignons basidiomycètes de la famille des Hericiaceae.

## Liste d'espèces
Selon Index Fungorum (28 mars 2020) :
- Hericium abietis (Weir ex Hubert) K.A. Harrison 1964
- Hericium agaricinum Hoffm. 1811
- Hericium americanum Ginns 1984
- Hericium barbatum Pers. 1825
- Hericium bembedjaense Jumbam & Aime 2019
- Hericium bharengense K. Das, Stalpers & U. Eberh. 2011
- Hericium botryoides S. Ito & Otani 1957
- Hericium cardium Pers. 1825
- Hericium cirrhatum (Pers.) Nikol. 1950
- Hericium clathroides (Pall.) Pers. 1797
- Hericium commune Roques 1832
- Hericium coralloides (Scop.) Pers. 1794
- Hericium erinaceus (Bull.) Pers. 1797
- Hericium fimbriatum Banker 1906
- Hericium flagellum (Scop.) Pers. 1797
- Hericium mori Opiz 1851
- Hericium muscoides (Scop.) Pers. 1797
- Hericium notarisii (Inzenga) Fr. 1874
- Hericium novae-zealandiae (Colenso) Chr.A. Sm. & J.A. Cooper 2019
- Hericium nudicaule Pers. 1797
- Hericium ptychogasteroides Nikol. 1956
- Hericium rajchenbergii Robledo & Hallenb. 2012
- Hericium rajendrae U. Singh & K. Das 2018
- Hericium ramaria (Fr.) Pers. 1825
- Hericium schestunovii (Nikol.) Nikol. 1961
- Hericium strictum Pers. 1818
- Hericium yumthangense K. Das, Stalpers & Stielow 2013